# FSV Budissa Bautzen
Maillots
Le FSV Baudissa Bautzen est un club allemand de football localisé dans la ville de Bautzen dans la Saxe.

## Histoire (football)

### De la création à 1945
Le club fut fondé par douze sportifs, le 24 mai 1904, sous le nom de Fussballclub Budissa Bautzen.
En 1907, après la création d’autres sections sportives, le club prit le nom de SV Budissa 04 Bautzen.
Entre 1912 et 1932, le SV Budissa fut six fois champion de sa ligue régionale de l’Oberlausitz.
En 1945, le club fut dissous par les Alliés, comme tous les clubs et associations allemands (voir Directive n°23).
Comme toute la Saxe, la ville de Dresde se retrouva en zone soviétique puis en RDA à partir de 1949.

### Époque de la RDA

Ancien logo du BSG Motor Bautzen

Une organisation sportive fut remise sur pied en 1946 dans la partie Sud de la ville sous le nom de SG Bautzen-Süd. Le club fut restructuré sous l’appellation de BSG Motor Bautzen en 1950 (la ville comptait une importante usine de fabrication de matériel ferroviaire).
En 1952, le BSG Motor Bautzen fut un des fondateurs de la Bezirksliga Dresden, une ligue au 3e niveau de la hiérarchie de la Deutscher Fussball Verband (DFV). Deux ans plus tard, l’équipe monta en I. DDR-Liga (équivalent de la D2), mais n’y resta qu’une saison.
Par la suite, de 1958 à 1968 (excepté en 1962-63), le club séjourna de nouveau dans l’antichambre de l’élite est-allemande. Cette ligue fut renommée DDR-Liga en 1963. Le BSG Motor Bautzen y rejoua de 1974 à 1976.
Le club recula ensuite au 3e niveau jusqu’en 1990 (Berziksliga Dresden). Il passa la saison 1981-1982 au niveau 4 (Bezirksklasse Dresden).
Après la réunification allemande, en 1990 commença l’intégration des clubs (qui redevenaient des organismes civils) de la DFV au sein de la DFB.
En 1990, les membres de l’ancienne BSG renommèrent leur club Fussball Sportvereinigung Budissa Bautzen.

### Depuis 1990
À partir de 1990, le FSV Budissa joua en Berziksliga Dresden, une ligue qui passa du niveau 4 au 5 l’année suivante.
À partir de 1992, le club progressa dans la hiérarchie avec la montée en Landesliga Sachsen (à l’époque niveau 4) où il resta deux saisons avant de devoir redescendre. Le club perdit alors deux niveaux, en raison de l’instauration des Regionalligen au 3e étage.
Le cercle fut attendre la fin de la saison 2001-2002 pour revenir en Landesliga Sachsen (donc au niveau 5).
En 2005, le FSV Budissa Bautzen monta en Oberliga Nordost Süd et retrouva donc le 4e niveau. Trois ans plus tard, cette ligue recula d’un rang dans la hiérarchie à la suite de la création de la 3. Liga.
En 2010-2011, le club joue les premiers rôles au 5e niveau de la hiérarchie de la DFB.

## Palmarès

### BSG Motor Bautzen
- Champion de 2.DDR-Liga Süd (III): 1957.

### FSV Budissa Bautzen
- Champion de la Bezirksliga Dresden: 1992, 2002.
- Champion de la Landesliga Sachsen: 2005.

- Vainqueur de la Bezirkspokal: 1996, 2002.
- Vainqueur de la Bezirkspokal: 1996, 2002.* Vainqueur de la Bezirkspokal: 1996, 2002.* Vainqueur de la Bezirkspokal: 1996, 2002.* Vainqueur de la Bezirkspokal: 1996, 2002.* Vainqueur de la Bezirkspokal: 1996, 2002.